# Scheibenanemonen

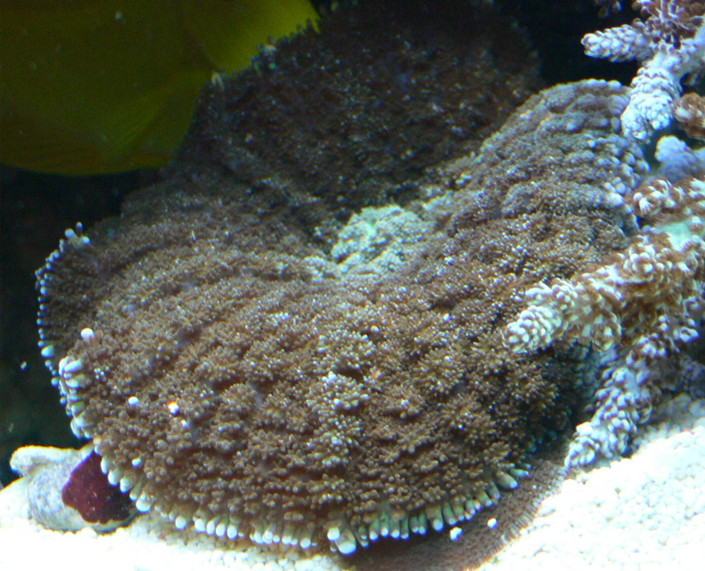
Rhodactis cf. inchoata

Die Scheibenanemonen (Corallimorpharia) sind eine weltweit verbreitete, aber nur sehr unzureichend untersuchte Ordnung der Blumentiere (Anthozoa), denen im Gegensatz zu ihren Verwandten, den Steinkorallen, jegliches Skelett fehlt. Scheibenanemonen sind beliebte und einfache Pfleglinge im Meerwasseraquarium. Es handelt sich um eine kleine Gruppe mit derzeit etwa 24 bekannten Arten.

## Merkmale
Scheibenkorallen haben eine breite Mundscheibe, auf der sich oft nur sehr kurze oder verkümmerte, noppenförmige Tentakel befinden. Die Mundscheibe geht in einen schmalen, sackförmigen Körper über, der in einer Fußscheibe endet, mit der sich Scheibenanemonen an Hartsubstraten festsaugen können. Die meisten Vertreter erreichen eine Größe von nur wenigen Zentimetern, aber das „Elefantenohr“ (Amplexidiscus fenestrafer) wird bis zu 45 cm im Durchmesser. Discosoma nummiforme, als größte Art, erreicht einen Durchmesser von einem Meter. Tropische Arten sind oft sehr bunt. Die Tiere sind meist solitär, seltener auch kolonial und vermehren sich geschlechtlich oder auch asexuell durch Klonen.

## Verbreitung
Scheibenanemonen leben weltweit in allen Meeren, von der Arktis bis zu den Tropen. Die tropischen Gattungen wie Discosoma, Rhodactis und Ricordea leben meist im Flachwasser, auf durch Naturkatastrophen oder anthropogene Einflüsse geschädigten oder abgestorbenen Korallenriffen. Im tieferen Wasser leben z. B. Corallimorphus, Nectactis und Sideractis.

## Ernährung
Die in den tropischen Korallenriffen lebenden Scheibenanemonen leben mit einzelligen Algen, den Zooxanthellen in Symbiose. Von ihnen beziehen sie einen großen Teil der benötigten Nährstoffe. In Aquarien gehaltene Tiere leben jahrelang ohne Fütterung und vermehren sich dabei noch. Andere Arten, vor allem die in tiefem und kaltem Wasser lebenden Arten, leben von Zooplankton, das sie mit ihren mit Nesselzellen besetzten Tentakeln fangen. Neuerdings wurde entdeckt, dass Scheibenanemonen der Gattung Pseudocorynactis Dornenkronenseesterne mit einem Durchmesser bis zu 25 cm fressen, indem sie sie an sich heranziehen und anschließend komplett verdauen.

## Nackte Korallen
Eine phylogenetische Untersuchung aus dem Jahr 2006 sieht die Scheibenanemonen als Klade der Steinkorallen (Scleractinia), die ihr Kalkskelett verloren haben. Einige Steinkorallengattungen, darunter Acropora, haben mehr Apomorphien mit den Scheibenanemonen gemeinsam als mit anderen Gattungen der Steinkorallen. Daraus folgt, dass die Steinkorallen ohne Einbeziehung der Scheibenanemonen ein paraphyletisches Taxon sind und die Scheibenanemonen Steinkorallen ohne Skelett, von den Autoren der Studie „Naked corals“ genannt, sind. Der Ursprung der Scheibenanemonen soll in der unteren oder mittleren Kreidezeit, vor 132 bis 110 Millionen Jahren liegen, als die Kalkbildung durch einen abnehmenden pH-Wert des Meerwassers erschwert wurde.

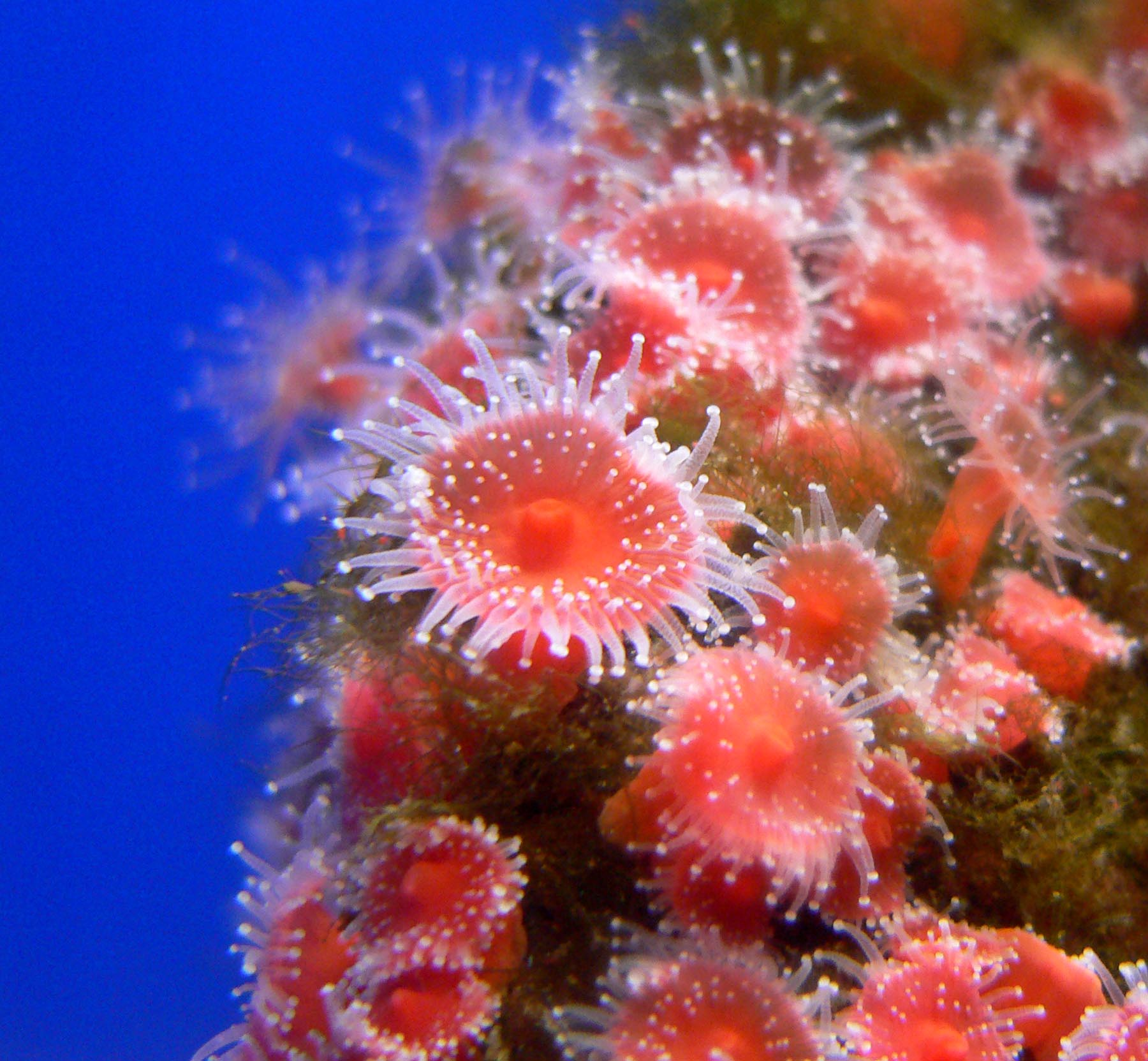
Corynactis californica

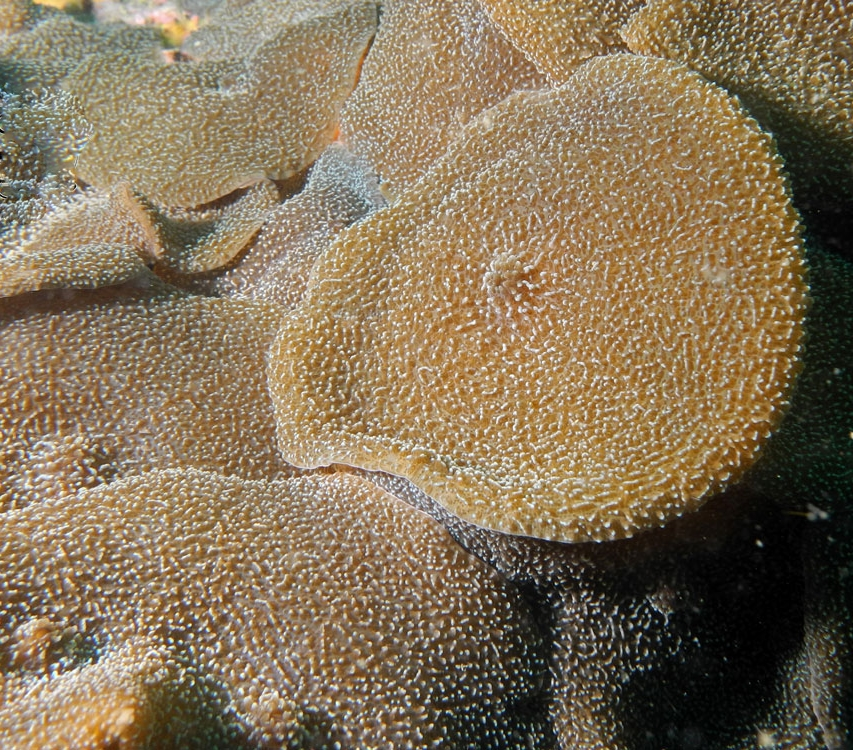
Metarhodactis boninensis

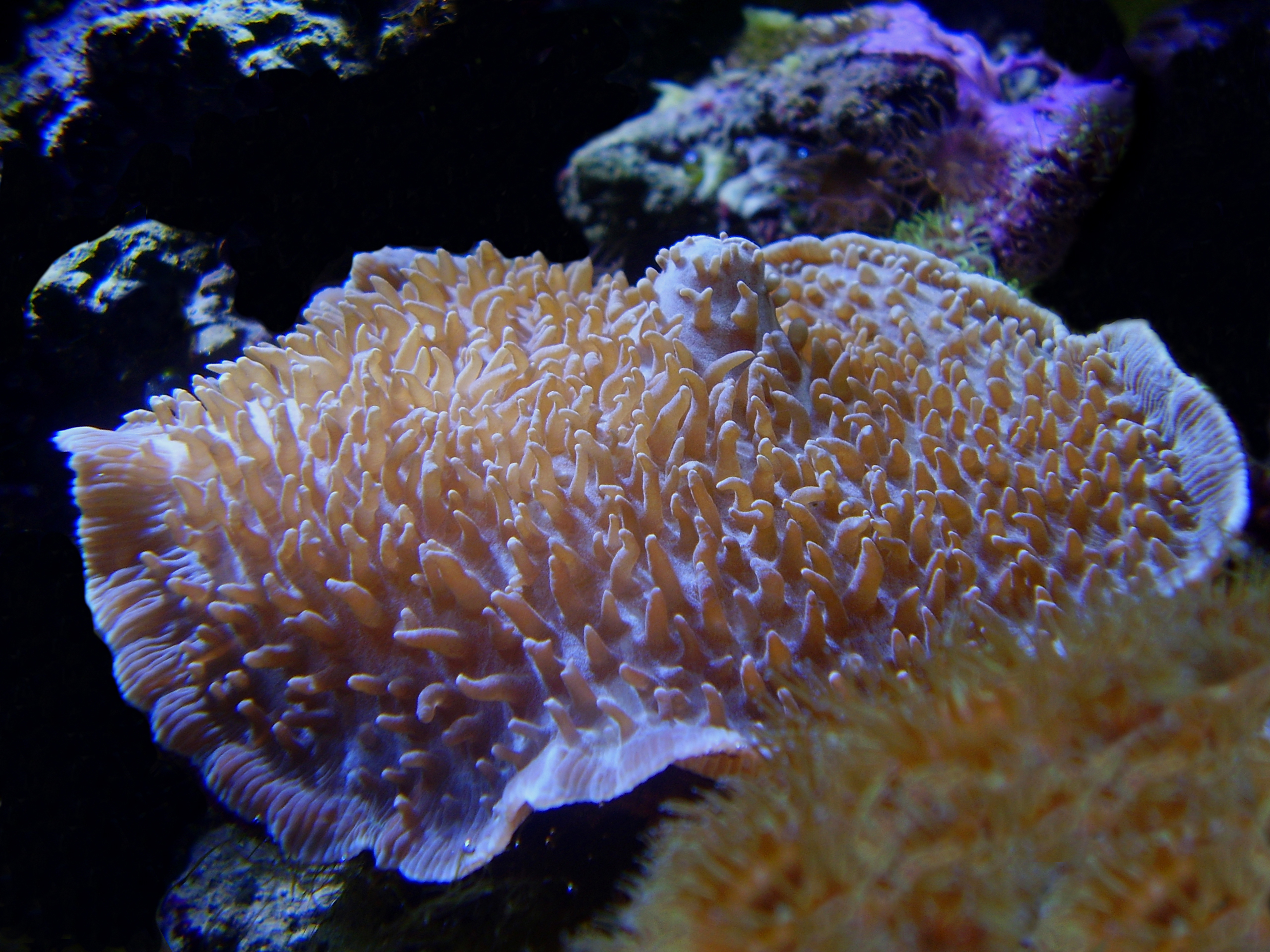
Rhodactis indosinensis

## Systematik
Die Systematik der Ordnung ist noch etwas unsicher. Die Zusammenstellung folgt Daphne Fautin u. a. (2016).
- Ordnung Corallimorpharia Stephenson, 1937
  - Familie Actinodiscidae Carlgren, 1949
    - Gattung Actinodiscus de Blainville, 1830

  - Familie Korallenanemonen (Corallimorphidae Hertwig, 1882)
    - Gattung Corallimorphus Moseley, 1877
    - Gattung Corynactis Allman, 1846

  - Familie Corynactinidae Andres, 1883
    - Gattung Corynactis Allman, 1846

  - Familie Discosomatidae Duchassaing & Michelotti, 1864
    - Gattung Discosoma Rüppell & Leuckart, 1828
    - Gattung Amplexidiscus Dunn & Hamner, 1980
    - Gattung Metarhodactis Carlgren, 1943
    - Gattung Platyzoanthus Saville-Kent, 1893
    - Gattung Rhodactis Milne-Edwards & Haime, 1851

  - Familie Rhodactinidae Andres, 1883
    - Gattung Rhodactis Milne Edwards & Haime, 1851

  - Familie Ricordeidae Watzl, 1922
    - Gattung Ricordea  Duchassaing & Michelotti, 1860

  - Familie Sideractidae Danielssen, 1890
    - Gattung Nectactis Gravier, 1918
    - Gattung Sideractis Danielsen, 1890

## Sonstiges
Das Gen eines fluoreszierenden Proteins der Gattung Discosomas (dsRed) wird als Markergen (in teils modifizierter Form) in gentechnisch veränderten Mäusen verwendet.